# Sonoda paucilampa
Sonoda paucilampa és una espècie de peix pertanyent a la família dels esternoptíquids.

## Hàbitat
És un peix marí, d'aigües fondes i batipelàgic.

## Distribució geogràfica
Es troba a l'Atlàntic occidental central: Cuba i les illes Verges Nord-americanes.

## Observacions
És inofensiu per als humans.